# Spaethaspis
Spaethaspis is een geslacht van kevers uit de familie bladkevers (Chrysomelidae).
De wetenschappelijke naam van het geslacht werd in 1952 gepubliceerd door Hincks.

## Soorten
- Spaethaspis lloydi Hincks, 1952
- Spaethaspis lloydi Hincks, 1952
- Spaethaspis peruviana Borowiec, 2000
- Spaethaspis peruviana Borowiec, 2000